# Spore Avventure Galattiche
Spore Avventure Galattiche è un'espansione di Spore, un videogioco per Personal Computer e Mac sviluppato da Maxis, una divisione dell'EA Games. Il gioco base ha avuto successo in tutto il mondo e l'espansione "galattica" compensa alcune "mancanze" del gioco precedente.

## Modalità di gioco
In Spore Avventure Galattiche il giocatore ha la possibilità di controllare un potente comandante, con armi e EXO (abbreviazione di Exoskeleton,  armature ultratecnologiche con grandi abilità) personalizzabili.
Ciò che introduce questa espansione è anche la novità di poter scendere sulla superficie dei pianeti in fase spazio per portare a termine missioni di ogni tipo, dagli assassinii alle battaglie, dalle infiltrazioni Stealth ai recuperi di merce preziosa rubata.
Ci sono diverse armi e accessori equipaggiabili.
Le modalità di gioco delle avventure sarà quasi identica a quella  della Fase Creatura del gioco base (a sua volta ispirata al videogioco Diablo). Differirà il fatto che ora si potrà camminare nelle città, le abilità saranno molto diverse e molto più potenti, si potrà interagire direttamente con e contro i personaggi presenti e si potrà volare o levitare grazie a jetpack e altri congegni.